# Jump River (Wisconsin)
Jump River es un pueblo ubicado en el condado de Taylor en el estado estadounidense de Wisconsin. En el Censo de 2010 tenía una población de 375 habitantes y una densidad poblacional de 4,04 personas por km².

## Geografía
Jump River se encuentra ubicado en las coordenadas 45°20′6″N 90°44′26″O / 45.33500, -90.74056. Según la Oficina del Censo de los Estados Unidos, Jump River tiene una superficie total de 92.88 km², de la cual 92.88 km² corresponden a tierra firme y (0%) 0 km² es agua.

## Demografía
Según el censo de 2010, había 375 personas residiendo en Jump River. La densidad de población era de 4,04 hab./km². De los 375 habitantes, Jump River estaba compuesto por el 100% blancos, el 0% eran afroamericanos, el 0% eran amerindios, el 0% eran asiáticos, el 0% eran isleños del Pacífico, el 0% eran de otras razas y el 0% pertenecían a dos o más razas. Del total de la población el 0.53% eran hispanos o latinos de cualquier raza.